# Soft Shoes
Soft Shoes (Brasil: Pés Cautelosos ) é um filme dramático norte-americano de 1925, dirigido por Lloyd Ingraham e estrelado por Harry Carey.

## Elenco
- Harry Carey ... Pat Halahan
- Lillian Rich ... Faith O'Day
- Paul Weigel ... Dummy O'Day
- Francis Ford ... Quig Mundy
- Stanton Heck ... Bradley
- Harriet Hammond ... Mrs. Bradley
- James Quinn ... Majel (como Jimmie Quinn)
- Sojin ... Yet Tzu
- Majel Coleman ... Mabel Packer
- John Steppling ... Markham